# نيجمة
النيجمة (الاسم العلمي: Geastrum) هي جنس من الفطريات يتبع الفصيلة النيجمية من رتبة النيجميات. تُعرف العديد من أنواعه عادةً باسم نجم الأرض.